# Memići (Čelinac, BiH)
Memići je naseljeno mjesto u sastavu općine Čelinac, Republika Srpska, BiH.

## Stanovništvo
| Memići             |              |
| godina popisa      | 1991.        |
| Srbi               | 208 (95,41%) |
| Hrvati             | 0            |
| Muslimani          | 10 (4,59%)   |
| Jugoslaveni        | 0            |
| ostali i nepoznato | 0            |
| ukupno             | 218          |